# Юбада Хуусе
Юбада Хуусе е регион на Сомалия. Населението му е 489 307 жители (по приблизителна оценка от януари 2014 г.), а площта 42 876 кв. км. Регионът е разделен административно на 5 района. Намира се в най-южната част на страната в часова зона UTC+3. Носи името на река.